# HMS Superb (1907)
HMS Superb (1907) (Корабель Його Величності «Суперб») — британський лінійний корабель другий в серії з трьох кораблів типу «Беллерофон». Учасник Першої світової війни, зокрема — Ютландскої битви.

## Історія створення
Будувався на Королівській Верфі Armstrong Whitworth.
Замовлений в 1906 році Військово-морським міністерством, на будівництво було виділено 1,744,287£. Кіль закладено 6 лютого 1907 року, спущений на воду 7 листопада 1907 року, увійшов до складу британського королівського флоту 29 травня 1909 року. Він був четвертим дредноутом Британії і четвертим лінкором побудованим в світі, після «Дредноут» і двох однотипних кораблів «Беллерофон» і «Темерер».

## Служба
Замовлено 26 грудня 1906 року. Випробування почалися наприкінці березня 1909. Страйки працівників  значно затримали будівництво. 29 травня 1906 року у Портсмуті ввійшов до лав 1-й дивізії Флоту Метрополії, замінивши «Формідабл». 12 липня був присутній на Imperial Press Conference Review - огляді флоту у Спітгеді. 17-24 липня разом з кораблями Флоту Метрополії та Атлантичного флоту відвідав Саутенд.
31 липня брав участь у огляді флоту біля Коуз, проведеному королем Едуардом VII для російського царя. Квітень 1910 провів на навчаннях флоту Метрополії та Атлантичного флоту біля узбережжя Шотландії. В липні знаходився на щорічних навчаннях Флоту Метрополії та Середземного і Атлантичного флотів. 26-29 липня у складі флоту Метрополії був присутній у Торбеї під час візиту короля Георга V. Після цього став на ремонт у Портсмуті. У січні 1911 року разом з флотом Метрополії брав участь у об'єднаних навчаннях з Атлантичним флотом біля північно-західного узбережжя Іспанії. 24 червня брав участь у огляді флоту у Спітхеді на честь коронації короля Георга V.
У липні - червні знаходився на об'єднаних навчаннях з Атлантичним флотом та 4-ю крейсерською ескадрою біля південно-західного узбережжя Англії та Ірландії. В липні навчання з флотом Метрополії  у Північному морі. 1 травня 1912 року 1-а дивізія лінкорів Флоту Метрополії була реорганізована у 1-у ескадру лінкорів 1-го флоту. З 7 по 11 травня брав участь у королівському візиті до 1-го та 2-го флотів у Веймуті, який був завершений чотириденними маневрами флоту. 9 липня Парламентський огляд флоту у Спітгеді, після якого брав участь у щорічних навчаннях з 1-м, 2-м, частиною 3-го та Середземноморським флотом.
У жовтні провів навчання з 1-м флотом. У липні 1913 відвідав Шербур у складі 1-ї ескадри лінкорів. 15 липня 1914 року вийшов з 1-м флотом з Портленду і 16 липня прийшов до Спітгеду. З 17 по 20 липня провів у Спітгеді на начаннях по мобілізації. З 20 по 25 липня брав участь у навчаннях флоту у морі. 25 липня повернувся у Портланд. 29 липня 2014 вийшов з Портланду у Скапа-Флоу, головну базу Королівського флоту на час війни. 8 серпня, з початком Першої світової війни флот Метрополії став Гранд-Флітом. З 22 жовтня тимчасово з флотом базувався у фіорді Лог-Свіллі на півночі Ірландії, допоки в Скапа-Флоту завершували протичовнову оборону.
18 січня 1915 вийшов з Скапа-Флоу у Портсмут для ремонту турбін. 11 березня повернувся до складу Гранд-Фліту. З 2 по 5 вересня крейсував у морі та помітив німецький підводний човен. 10 листопада був замінений у складі 1-ї ескадри «Еджинкортом» та перейшов у 4-у ескадру лінкорів. У травні 1916 під час ремонту «Емперор оф Індія» був тимчасовим другим флагманом 4-ї ескадри. 31 травня 1916 під час Ютландської битви знаходився у складі 3-ї дивізії 4 ескадри лінкорів, стрій якої складали HMS Iron Duke (флагман командувача Гранд-Флітом Джеліко), «Ройал Оак», «Суперб» і «Кенеда». Після розгортання британського флота у бойову лінію «Суперб» був у ній одинадцятим. На «Супербі» ніс свій флаг командуючий 3-ю дивізією 4-ї ескадри контр-адмірал О.Л. Дафф. Під час битви «Суперб» випустив 54 305-мм снаряди та не зазнав втрат екіпажу.
12 квітня 1918 перейшов з Гранд-Флітом з Скапа-Флоу до Росайта. У жовтні цього ж року разом з «Тімерейром» був відправлений як посилення Британської Східної Середземноморської ескадри. Посилення знадобилося, щоб командуючий британською ескадрою віце-адмірал Гоф-Калторп, старший флагман на Мудросі, мав змогу очолити союзні сили у цих водах та взяти на себе командування будь якими операціями на випадок вилазки Російського Чорноморського флоту. До цього сильнішим з'єднанням була 2-га французька ескадра лінкорів.
31 жовтня «Суперб» дійшов до острова Мудрос, де віцеадмірал Сомерсет Калторп, Головнокомандувач Середземноморського флоту, на правах єдиного представника Союзників напередодні уклав Мудроське перемир'я із Османською імперією; «Суперб» став флагманським кораблем Калторпа. З листопада 1918 по квітень 1919 був флагманом Британських військово-морських сил у турецьких водах та Чорному морі. Британське адміралтейство наполягло, щоб Калторп очолив похід ескадри Союзників до Константинополя, і «Суперб» 13 листопада о 8:00 ранку першим став на його рейд, розпочавши окупацію Константинополя. Калторп став не тільки Головнокомандувачем у Середземномор'ї, а також Верховним комісаром у Константинополі, підпорядковуючись Форин-офісу; перед ним стояли завдання взяти під контроль кораблі колишнього російського Чорноморського флоту, які на той час захопили німецькі сили, щоб вони не могли бути використані проти Союзників, допомогти з евакуацією німецьких військ із чорноморського регіону до Німеччини, а також підтримувати Білу армію Денікіна у її протистоянні більшовикам, про що Форин-офіс під головуванням лорда Артура Балфура вирішив на засіданні 13 листопада, оцінюючи ситуацію у колишній Російській імперії.
26 листопада о 10:00 «Суперб» на чолі Союзної ескадри із 5 лінкорів-дредноутів, 2 крейсерів і 9 есмінців зайшов у Севастополь. Калторп прийняв декілька делегацій, зокрема і українського уряду. Моряки та офіцери з команди «Суперба» взяли під контроль колишній російський есмінець «Дерзкий», Калторп наказав також частині екіпажу британського лінкора «Агамемнон» взяти під контроль лінкор «Воля». Ці кораблі після 12 грудня відправили до Ізмітської затоки, головної на той час бази британських сил у Туреччині. 4 грудня «Суперб» зайшов до Одеси і перебував там 2 дні, поки Калторп прийняв кілька делегацій. У місті перебували британські і французькі кораблі для підтримання порядку при евакуації, в середині грудня у місто зайшли війська Петлюри, а також були представники Білої армії та Української Держави. Калторп, перебуваючи на борту «Суперба», у своїй доповіді Адміралтейству за 12 грудня 1918 року писав: «політична і військова ситуація в Україні настільки складна, і змінюється із такою швидкістю, що неможливо передбачити, як події можуть розвиватися надалі».
У квітні 1919 «Суперб» був замінений «Айрон Дюком» і повернувся додому. 26 квітня його зараховано у Морський резерв у Ширнессі та до складу третього флоту. У вересні замінив «Беллерофон» як навчальний артилерійський корабель (англ. turret drill ship) у Норі . У грудні його змінив «Ерін».
26 березня 1920 року виключений з списків флоту. У грудні переданий для артилерійських експериментів. У травні 1922 використовувався як мішень у Портсмуті для експериментів над захистом погребів від прориву форсу вогню. Восени у Портсмуті слугував мішенню для авіаційних атак. У грудні 1922 проданий Stanlee Shipbreaking Co. з Дувра. 7 квітня 1923 вийшов з Портсмута на буксирі і був відведений до Дувру, де і розібраний на метал.